# Ian Levine
Ian Levine (Blackpool, 22 juni 1953) is een Brits songwriter, producer en dj. Hij is een alom bekende (en soms omstreden) fan van de langlopende televisieserie Doctor Who.

## Muziekcarrière
Levine staat bekend om zijn werk in de muziekgenres disco, pop, soul en Hi-NRG (Hi-Energy - elektronische dansmuziek ontstaan aan het begin van 1980). Levine en zijn partner songwriter Fiachra Trench waren een van de hoofdfiguren tijdens de ontwikkeling van de Hi-NRG-stijl en het succes ervan in Noord-Amerika; ze schreven en produceerden "So Many Men So Little Time" (door Miquel Brown - twee miljoen exemplaren verkocht) en "High Energy" (door Evelyn Thomas - zeven miljoen exemplaren verkocht).
Tijdens de jaren tachtig en negentig mixte hij een groot aantal danshits voor Bananarama, Bronski Beat, Dollar, Erasure, Kim Wilde, Pet Shop Boys, Tiffany, Hazzell Dean en richtte de groepen Bad Boys Inc. en Seventh Avenue op. Ook schreef en produceerde hij voor de zeer succesvolle boyband Take That en The Pasadenas. Hij schreef en produceerde de herkenningsmelodie voor televisieseries zoals Abbamania, Christmasmania, Discomania, Gipsy Girl en ITV Celebrity Awards.
Aan het begin van zijn carrière was hij een invloedrijke dj in het "Blackpool Mecca" (een grote dansplek in Noordwest-Blackpool) en werd een enthousiast verzamelaar van Northern-soul-albums, soul-albums en r&b-albums. Midden jaren zeventig omarmde hij de discomuziek en zou uiteindelijk beïnvloed zijn geworden als producent in de evolutie van Hi-NRG.
Levine was ook een van de vaste dj's van de legendarische homo-discotheek "Heaven" (in het hartje van centrum Londen); Heaven is het antwoord op de beruchte homo-nachtclub "The Saint" in New York.
In 1987 begon Levine voormalige artiesten van Motown op te nemen. Rond 1989 was de onderneming enorm uitgegroeid en trok een reünie van zestig Motown-sterren in Detroit, buiten het Amerikaanse gebouw in Hitsville, massaal de aandacht van de media en verscheen meer dan veertig keer in het nieuws op de Amerikaanse televisie en in praatprogramma's. Levine werd voorpaginanieuws in Detroit en op de Amerikaanse televisie op alle vier de netwerken. Motorcity Records werd gelanceerd als platenlabel, in het begin door PRT gedistribueerd wat later Pacific werd, daarna werd het Charly en uiteindelijk Total/BMG. Toen de onderneming rond het midden van de jaren 90 beëindigd werd, hadden zo'n 108 artiesten meer dan 850 nummers opgenomen die voorheen allemaal een contract hadden bij Motown. Tot aan de dag van vandaag gaat de onderneming door en is nu een albumketen, maar de meest succesvolle single, "Footsteps Following Me", was van Frances Nero, een artiest die al meer dan drieëntwintig jaar niets meer had opgenomen. Levine had dit nummer samen met Ivy Jo Hunter (hij schreef "Dancing in the Street") geschreven.

## Doctor Who
Levine is een bekende fan van de sciencefictionserie Doctor Who, uitgezonden op de BBC, waarvan hij begin jaren 80 een onofficiële scriptdeskundige was.
Hij beweerde dat hij samen met script-editor Eric Saward heeft meegewerkt aan het schrijven van het verhaal "Attack of the Cybermen" van seizoen 22, hoewel de eer werd toegekend aan "Paula Moore", een pseudoniem voor Erics toenmalige vriendin Paula Woolsey. Levines bewering is dat hij het ontwerp van het verhaal heeft geschreven en dat Saward het script schreef, maar dat Paula niets inbracht.
De versie van deze gebeurtenissen werd botweg door Eric ontkend in een interview met het "Doctor Who Magazine" en werd ook ontkend door Paula zelf toen zij door David J. Howe, Mark Stammers en Stephen James Walker, geïnterviewd werd voor hun boek over Doctor Who.
Sommige critici speculeerden dat het monster Abzorbaloff, gespeeld door Peter Kay in de aflevering Love & Monsters, gebaseerd was op Levine en zijn rol als 'fandom' weerspiegelt. (Een 'fandom' is een samenvoegsel van 'fan' en 'dom' dat gebruikt wordt als karakterisering voor twee personen die dezelfde interesses hebben.)

### Doctor in Distress
Toen de BBC in 1985 aankondigde dat de serie voor anderhalf jaar zou stoppen en de geruchten dat de serie helemaal zou stoppen wijd verspreid werden, riep Levine een groep acteurs van de serie bijeen, samen met wat minder bekende beroemdheden, om een protestsingle op te nemen met als titel "Doctor in Distress". Onder de deelnemers waren twee hoofdrolspelers, Colin Baker en Nicola Bryant, en andere acteurs die met de serie te maken hebben, zoals Nicholas Courtney en Anthony Ainley. Ook waren er leden van de bands Bucks Fizz, Moody Blues en Ultravox bij betrokken. Levine blijft beweren dat het nummer absoluut niet zijn idee was, maar werd in feite door John Nathan-Turner georkestreerd, destijds de producer van de serie, en door een bekend iemand van Levine met wie hij ruzie had.
De single werd uitgebracht onder de titel "Who Cares?" en werd wereldwijd afgekraakt. Levine zelf zei later:"Het was een absoluut verpest fiasco. Het was zielig, slecht en dom. Ik probeerde de geschiedenis van Doctor Who in een afschuwelijke high-energy-nummer te vertellen. Het ruïneerde me bijna."

### Ontbrekende afleveringen
Onder de fans is een langlopende mythe dat Levine in het geheim kopieën zou hebben van ontbrekende afleveringen, die de BBC na het uitzenden ervan zou hebben vernietigd. Maar er zijn geen harde bewijzen van. In feite was Levine verantwoordelijk voor het terugbrengen van een aantal ontbrekende afleveringen bij het archief van de BBC en wist zelfs te voorkómen dat andere series vernietigd zouden worden nadat hij ontdekte dat ze geloosd zouden worden.
Levines inspanning om de andere ontbrekende afleveringen te vinden gaan nog steeds door. Op 20 april 2006 werd in het Engelse kinderprogramma Blue Peter aangekondigd dat Levine een levensgrote Dalek zou aanschaffen voor diegene die een van de 108 ontbrekende afleveringen zou terugbrengen; details konden op de website van Blue Peter worden nagelezen.

### Dvd's
Levine is ook verantwoordelijk geweest voor de productie van veel extra's op de uitgaven van de Doctor Who-dvd's: De documentaires "Over the Edge" en "Inside the Spaceship" werden bij "The Beginning", een box van drie dvd's, meegeleverd; de documentaire "Genesis of a Classic" werd meegeleverd bij de uitgave van "Genesis of the Daleks".

### K-9 and Company
Levine componeerde de herkennigsmelodie voor K-9 and Company, een proefuitzending voor een nooit gemaakt nevenproduct van de Doctor Who-series waarin de robothond K-9 zijn opwachting zou maken.

## Amerikaanse stripboeken
Levine bezit ook een van 's werelds grootste collectie Amerikaanse stripboeken. Hij beweert dat hij de enige complete serie van DC Comics ter wereld heeft, met ten minste een exemplaar van elk DC stripboek dat in kleine oplagen verkocht werd vanaf de jaren 30 (dat wil zeggen dat er geen aanbiedingen of weggeefexemplaren tussenzitten)tot heden. Het laatste oude stripboek die hij aan zijn collectie toevoegde, was exemplaar nummer 26 van New Adventure Comics dat hij in juli 2005 in de Comic-Con Internation te San Diego kocht.
Hoewel er tussen de complete DC-stripboekencollectie van Levine niet alle honderden verschillende aanbiedingen (grootverkoop) en weggeefexemplaren zitten die DC door de jaren heen publiceerde - voor veel exemplaren is de duidelijke of volledige informatie verloren gegaan, omdat DC nalatig was informatie van de jarenoude vergunning vast te houden, bevat zijn collectie de meest omvangrijke stripboeken die tot op heden bekend zijn en die door DC zijn aangeboden of weggegeven en is waarschijnlijk de meest complete collectie in zijn bestaan.

## Verdere informatie
In 1996 spoorde Levine 660 eigen familieleden van zijn moederskant op en organiseerde op 21 juli van dat jaar de enorme Cooklin-familiereünie in Londen. Er werd gezegd dat dit de grootste familiereünie aller tijden was en was zelfs te zien op het avondnieuws van de BBC en kwam uitgebreid in The Jewish Chronicle.
Tussen 1997 en 1998 produceerde en regisseerde Levine de documentairefilm The Strange World of Northern South, een bloemlezing over de ondergrondse muziekcultus. Dit kwam uit als luxe videobox met twaalf uur film en cd-boekje, en omvat 131 optredens van legendarische Amerikaanse soulmuziek die, in de meeste gevallen, niet eerder op film zijn uitgebracht. Het beleefde zijn première in de King George's Hall in Blackburn voor 1300 mensen. In 2003 verscheen The Strange World of Northern Soul als box met 6 dvd's, opgevuld met extra materiaal.
In mei 2000 organiseerde Levine de reünie van zijn complete schoolklas van de Arnold School in Blackpool uit de jaren van 1960. Alle dertig klasgenoten van klas 3A werden gevonden en herenigd. Samen met de echte leerkrachten van die tijd en de officiële schooluniformen, kreeg men lichamelijke opvoeding in de gymzaal en speelde een rugbywedstrijd. De reünie werd gefilmd en uitgezonden door de BBC.
- MusicBrainz: 2ad9e5ac-f8de-4db9-b0f9-3eaafdffef74
- Virtual International Authority File: 7976154260360824480002